# Митинг
Митинг (на английски: meeting – събрание) е масово събиране на хора за обсъждане на наболели проблеми от всекидневието, поддръжка на определени искания, или изразяване на солидарност или протест. Митингите се провеждат обикновено на открито и на тях се допускат като правило само привърженици и съмишленици. Те завършват с приемане на резолюция.